# Perwomaiski (Tambow)
Perwomaiski (russisch Первома́йский) ist eine Siedlung städtischen Typs in der Oblast Tambow (Russland) mit 12.654 Einwohnern (Stand 14. Oktober 2010).

## Geographie
Die Siedlung liegt knapp 100 km Luftlinie nordwestlich des Oblastverwaltungszentrums Tambow. 
Perwomaiski ist Verwaltungszentrum des gleichnamigen Rajons Perwomaiski. Die Siedlung bildet eine Stadtgemeinde (gorodskoje posselenije), zu der keine weiteren Ortschaften gehören.

## Geschichte
Im Bereich der heutigen Siedlung wurde erstmals 1831 ein Dorf Chartschewnja, auch Nowinskije chartschewni erwähnt, das zu beiden Seiten des Astrachaner Traktes lag, der Handelsstraße zwischen Moskau und Astrachan. 1866 wurde die Eisenbahnstrecke Rjaschsk – Koslow vorbeigeführt, Teil der späteren Verbindung zwischen Moskau und Woronesch sowie Rostow am Don, und an dieser die Station Bogojawlensk errichtet. Um die Station wuchs ein Dorf, anfangs mit Namen Nowobogojawlenskije wysselki, ab 1888 als Bogojawlenskoje. Der Name bezieht sich auf die „Erscheinung des Herrn“ (russisch bogojawlenije).
Am 8. Januar 1958 erhielt der Ort den Status einer Siedlung städtischen Typs unter dem heutigen Namen, nach dem Feiertag Erster Mai (russisch Perwoje Maja). Der Rajon trug diese Bezeichnung bereits seit 1937 (zuvor seit seiner Gründung 1935 Rajon Wareikissowki, nach dem litauisch-sowjetischen Parteifunktionär Juozas Vareikis, russisch Iossif Wareikis, der 1937 im Rahmen des Stalinschen „Großen Terrors“ verhaftet worden war). Die Bahnstation behielt dagegen bis heute ihren ursprünglichen Namen Bogojawlensk.

### Bevölkerungsentwicklung
| Jahr | Einwohner |
| ---- | --------- |
| 1939 | 2.836     |
| 1959 | 6.254     |
| 1970 | 10.604    |
| 1979 | 12.706    |
| 1989 | 13.767    |
| 2002 | 13.748    |
| 2010 | 12.654    |

Anmerkung: Volkszählungsdaten

## Wirtschaft und Infrastruktur
Bedeutendstes Unternehmen ist der 1947 gegründete Hersteller von Ausrüstungen für die chemische Industrie Perwomaiskchimmasch. Daneben gibt es Betriebe der Landwirtschaft und der Lebensmittelindustrie.
Im Perwomaisk befindet sich der Bahnknoten Bogojawlensk im Bereich der Südost-Eisenbahn. An die Strecke Moskau – Rjasan – Woronesch (Streckenkilometer 366 ab Moskau Kasaner Bahnhof) schließt dort die vom Moskauer Pawelezer Bahnhof ausgehende Strecke über Kaschira – Tschaplygin (Streckenkilometer 355) an. Außerdem zweigt eine Nebenstrecke ins 84 km entfernte Sosnowka (Station Tschelnowaja) ab.
Westlich an der Siedlung führt die Fernstraße M6 vorbei, die Kaschira bei Moskau über Tambow mit Wolgograd und Astrachan verbindet und Teil der Europastraße 119 ist.